# Jim Steele
Jim Steele, diminutivo di James Steele (Edimburgo, 11 marzo 1950) è un ex calciatore scozzese, di ruolo difensore.

## Caratteristiche tecniche
Era un difensore centrale.

## Carriera
Dal 1965 al 1967 Steele gioca nelle giovanili dell'Hearts, per poi nel 1967 trasferirsi al Dundee, club con cui all'età di 17 anni esordisce tra i professionisti, nella prima divisione scozzese; nel corso dei suoi cinque anni di permanenza nel club gioca con regolarità via via maggiore, per un totale di 5 reti segnate in 75 presenze, a cui aggiunge anche 6 partite giocate nella Coppa UEFA 1971-1972. Successivamente viene ceduto per 80000 sterline al Southampton, club della prima divisione inglese, con il quale nella stagione 1971-1972 gioca 16 partite di campionato; nei due anni seguenti, il secondo dei quali conclusosi con una retrocessione in seconda divisione, è invece titolare fisso con rispettivamente 38 e 35 partite giocate; nel biennio 1974-1976 gioca poi da titolare in seconda divisione, scendendo in campo anche nella finale della FA Cup 1975-1976 vinta contro il Manchester Utd (prima FA Cup vinta dai Saints nella loro storia). L'anno seguente, avendo però perso il posto da titolare, nel novembre del 1976 torna per un periodo in Scozia, giocando 5 partite in prestito ai Rangers, per poi far ritorno al Southampton, con cui tra l'altro in questa stagione gioca 4 partite in Coppa delle Coppe. Nell'aprile del 1977, dopo un totale di 201 partite ufficiali (161 delle quali in campionato, con 2 gol segnati) con il Southampton viene ceduto ai Washington Diplomats, club della NASL, dove gioca per tre anni venendo anche nominato nel 1978 tra i NASL All-Stars; si ritira infine nel 1981, all'età di soli 31 anni, dopo aver giocato sempre nella NASL per brevi periodi anche con Memphis Rogues e Chicago Sting.

## Palmarès

### Club

#### Competizioni nazionali
- Coppa d'Inghilterra: 1

Southampton: 1975-1976

#### Competizioni regionali
- Forfarshire Cup: 1

Dundee: 1970-1971